# Bethlehem (condado de Grafton)
Bethlehem es un lugar designado por el censo ubicado en el condado de Grafton en el estado estadounidense de Nuevo Hampshire. En el Censo de 2010 tenía una población de 972 habitantes y una densidad poblacional de 229,12 personas por km².

## Geografía
Bethlehem se encuentra ubicado en las coordenadas 44°16′43″N 71°41′21″O / 44.27861, -71.68917. Según la Oficina del Censo de los Estados Unidos, Bethlehem tiene una superficie total de 4.24 km², de la cual 4.23 km² corresponden a tierra firme y (0.24%) 0.01 km² es agua.

## Demografía
Según el censo de 2010, había 972 personas residiendo en Bethlehem. La densidad de población era de 229,12 hab./km². De los 972 habitantes, Bethlehem estaba compuesto por el 97.84% blancos, el 0.1% eran afroamericanos, el 0.62% eran amerindios, el 0.21% eran asiáticos, el 0% eran isleños del Pacífico, el 0.21% eran de otras razas y el 1.03% pertenecían a dos o más razas. Del total de la población el 2.88% eran hispanos o latinos de cualquier raza.